# Canale di Corinto
Il canale di Corinto (in greco Διώρυγα της Κορίνθου?, Diōryga tīs Korinthou) è un alveo artificiale navigabile che collega il golfo Saronico, nel mar Egeo, con il golfo di Corinto, nel mar Ionio, tagliando in due l'istmo che li separa. Costruito tra il 1881 e il 1893, ha una lunghezza di 6 343 metri, una larghezza minima di 24,6 metri al livello del mare e una larghezza di 21 metri alla profondità di 8 metri, limitando così il passaggio a navi di stazza medio-piccola (circa 10 000 t).

## Descrizione
La sua utilità è soprattutto quella di risparmiare circa 200 km sulla rotta tra il mar Ionio e il mar Egeo. Il risparmio è maggiore per le rotte in cui il punto di partenza o di arrivo siano collocati più vicino all'istmo, cioè nel golfo di Corinto a ovest o nel golfo Saronico a est, fino a circa 700 km nel caso di circumnavigazione completa del Peloponneso.
Caratterizzato da un percorso rettilineo quasi completamente racchiuso da alte pareti rocciose a picco, la maggiore limitazione del canale è la ristretta larghezza che non consente il transito alle moderne navi transoceaniche. In compenso è molto usato dalla navigazione da diporto con un transito annuo stimato di 11 000 imbarcazioni. Il 9 ottobre 2019, la nave da crociera Braemar (24  344 tsl per 195,82 metri di lunghezza e 22,52 m di larghezza, con a bordo 929 passeggeri) della compagnia di navigazione Fred. Olsen è stata la nave più grande che abbia mai attraversato il canale.
Sebbene l'idea del taglio dell'istmo risalga già all'antichità classica, solo nel I secolo d.C. vi fu un tentativo, lasciato incompiuto, da parte dell'imperatore romano Nerone. La costruzione del canale moderno fu iniziata nel 1881 ma fu interrotta dai problemi tecnici e finanziari che portarono alla bancarotta i costruttori che si erano lanciati nell'impresa. Il canale fu completato nel 1893. A causa della ridotta larghezza e instabilità dei versanti che impongono periodicamente la chiusura del canale per procedere a lavori di manutenzione, il canale presenta forti limitazioni alla navigazione che non consentono di attirare i livelli di traffico che erano attesi per rendere economicamente redditizia l'impresa dal punto di vista commerciale.

### Ponti sommergibili
Nel 1988 alle due estremità del canale sono stati realizzati due ponti stradali, a quota del mare, che consentono ad auto e pedoni di attraversare il canale. Quello a nord-ovest si chiama ponte di Poseidonia (37°57′00.37″N 22°57′44.56″E) e quello a sud-est ponte di Isthmia (37°55′05.52″N 23°00′25.05″E).
La caratteristica ingegneristica unica del canale di Corinto è che questi ponti, per permettere alle imbarcazioni di entrare o uscire dal canale, si immergono completamente in acqua, per riemergere a transito navale avvenuto. I ponti funzionano, nella discesa sott'acqua, anche per sola gravità, in modo da permettere la piena percorribilità del canale anche nel caso che un black-out diffuso interrompa l'alimentazione elettrica dei motori che manovrano il meccanismo di salita e discesa del ponte.

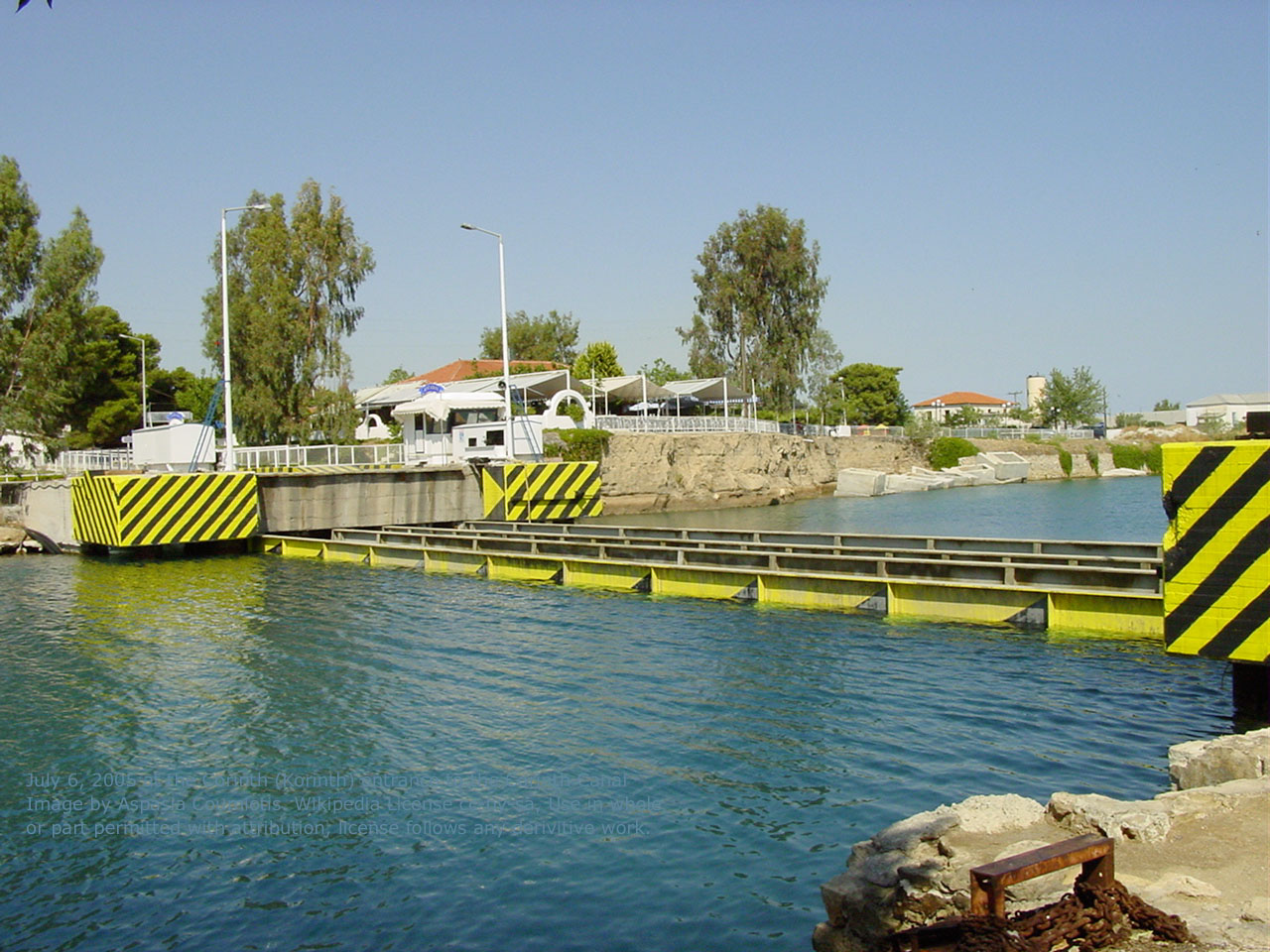
Ponte di Poseidonia
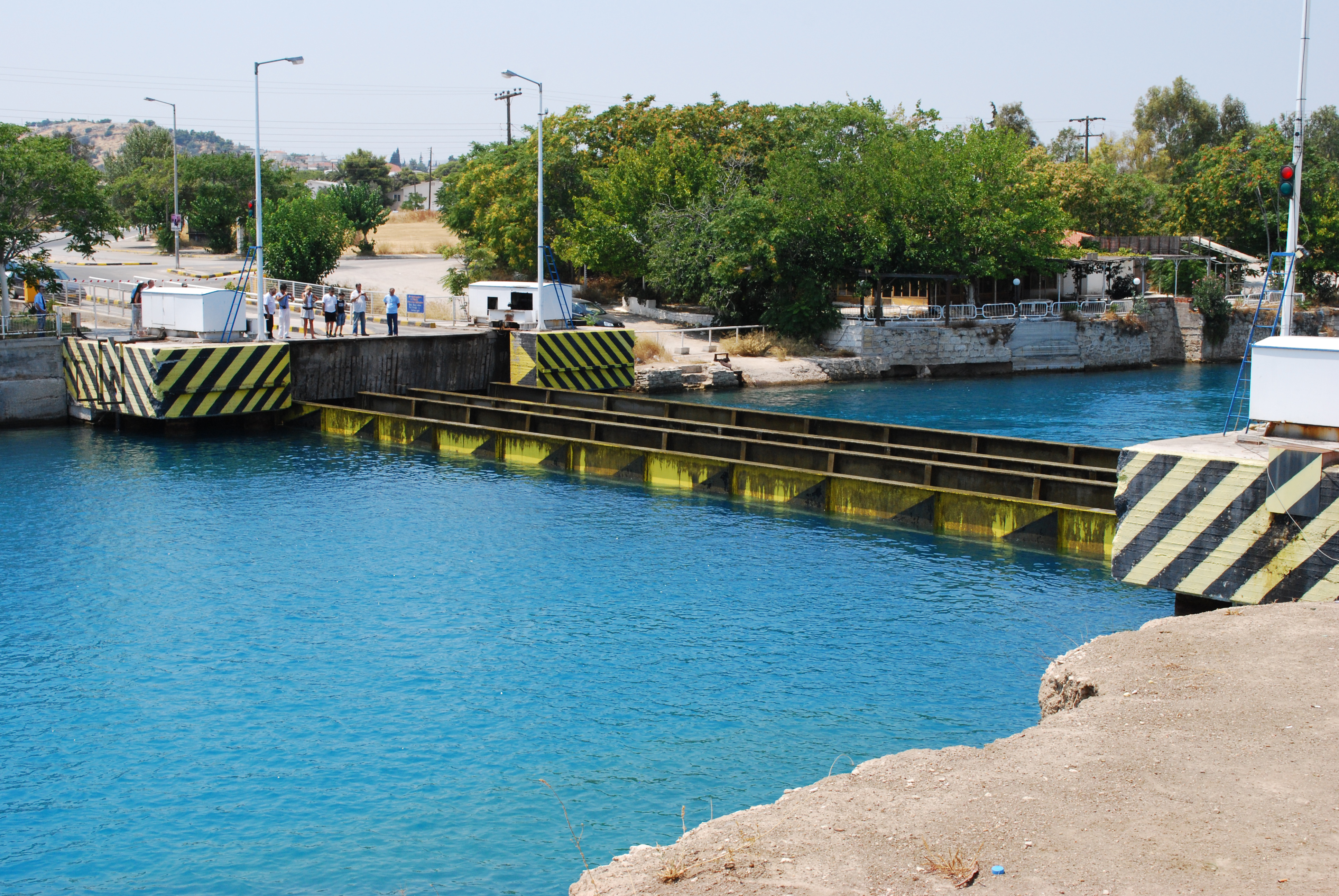
Ponte di Isthmia

## Storia

### Antichità

Posizione del canale di Corinto

L'idea del taglio dell'istmo venne per primo nel VII secolo a.C. al tiranno di Corinto Periandro, annoverato fra i sette saggi dell'antichità. Si racconta che fu interrogato in proposito anche l'oracolo di Delfi che rispose: "Né costruire, né scavare l'istmo. Perché Zeus ha costruito le isole dove pensava fosse giusto".
Gli stessi storici antichi commentarono che l'oracolo negativo fu dovuto alla convergenza di interessi fra sacerdoti e abitanti di Corinto: i primi avevano paura che con l'apertura dell'istmo, avrebbero perso le offerte che mercanti e marinai tributavano loro per propiziarsi il difficile viaggio di circumnavigazione del Peloponneso, mentre i secondi temevano che la loro città avrebbe perso importanza visto che non sarebbe più stata il centro di approvvigionamento delle merci che arrivavano dal mare, ma solo un semplice punto di transito.
Il progetto del canale venne pertanto abbandonato preferendo al suo posto la costruzione di una strada pavimentata, chiamata diolco, che consentisse il trasporto, attraverso l'istmo, di merci o di intere navi (tirate in secco e caricate su carri), evitando il periplo del Peloponneso.
Vestigia della strada sono ancora oggi visibili in prossimità del canale navigabile. Per quanto gli autori antichi non diano particolari indicazioni sull'epoca di costruzione del diolco (Tucidide si limita a commentare che fosse un retaggio di tempi remoti) incisioni e ceramiche trovate nelle vicinanze della strada lasciano intendere che questa fosse stata realizzata alla fine del VII o all'inizio del VI secolo a.C., datazione compatibile con il dominio di Periandro su Corinto.
Svetonio racconta che Giulio Cesare prese in considerazione l'idea di scavare un canale navigabile attraverso l'istmo, ma fu assassinato prima di poterla mettere in atto. Anche Caligola commissionò uno studio sulla fattibilità del progetto a degli esperti egiziani, che però valutarono che il livello delle acque fra i due mari da mettere in comunicazione fosse differente e pertanto il canale sarebbe stato percorso permanentemente da una forte corrente che avrebbe travolto l'isola di Egina, inondandola.

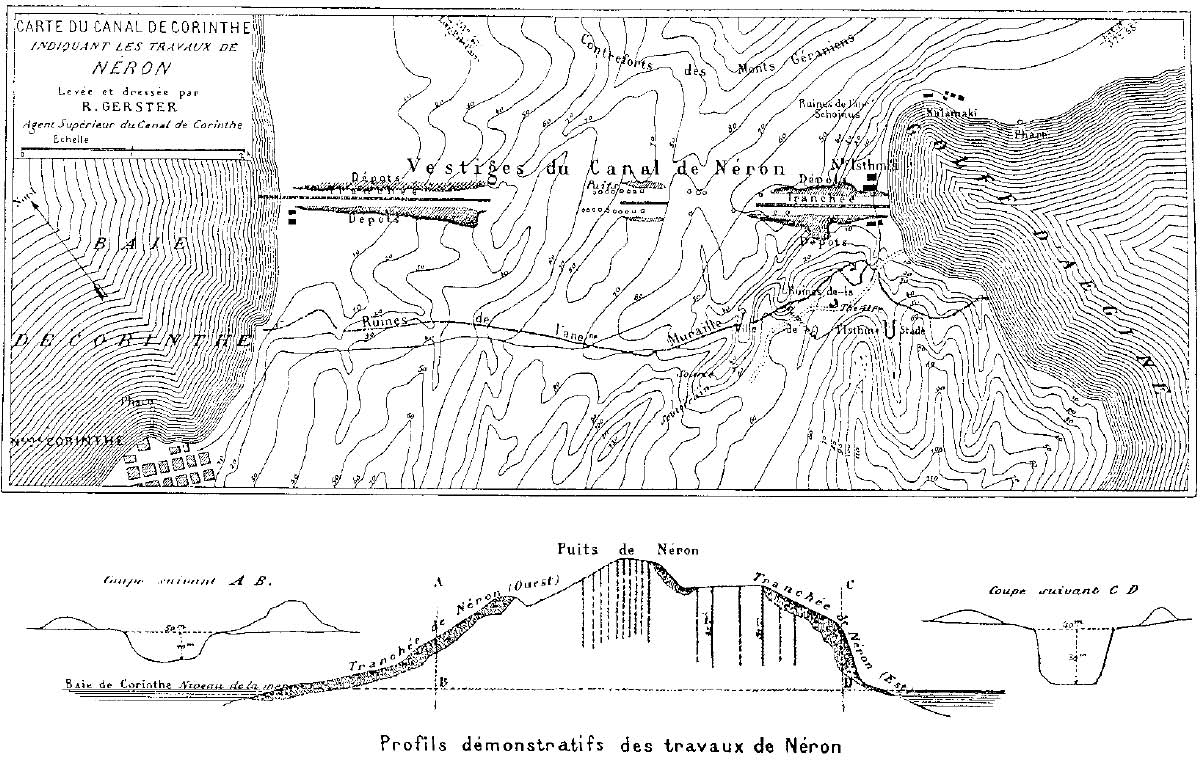
Resti dei lavori intrapresi da Nerone in una stampa del 1881. Rilievo dell'ingegnere ungherese Béla Gerster.

In seguito la costruzione del canale fu concretamente intrapresa dall'imperatore romano Nerone durante la sua permanenza in Grecia nell'anno 67. Per attuare l'iniziativa Nerone si fece inviare dal generale Vespasiano 6 000 schiavi fatti prigionieri durante la prima guerra giudaica. Si racconta che Nerone stesso dette ritualmente inizio ai lavori innalzando inni agli dei e dando il primo colpo di "piccone".
I lavori intrapresi consistevano nello scavo di trincee alle due estremità del tracciato del canale e in profonde perforazioni sulla parte più alta dell'istmo (allo scopo di saggiare la consistenza delle rocce), ma le operazioni furono progressivamente sospese per le difficoltà tecniche incontrate, lo scarso interesse dell'iniziativa e, successivamente, per la morte dell'imperatore nel 68. Il successore di Nerone, Galba, abbandonò definitivamente il progetto, ritenendolo troppo oneroso per dargli seguito.
Evidentemente l'iniziativa di Nerone, intrapresa più per l'inconsueta audacia dell'impresa che per i vantaggi attesi, era destinata a essere abbandonata per lungo tempo, visto che il canale poteva avere un interesse locale per il commercio della Grecia, ma non impattava sulle grandi vie di comunicazione dell'Impero romano. Di sicuro i contemporanei (Oracoli Sibillini, Vita di Apollonio di Tiana e dialogo pseudo-Lucianeo "Nerone o il taglio dell'istmo") interpretarono l'iniziativa di Nerone come un atto di superbia umana che recava affronto agli dei.
Le vestigia dei lavori di epoca romana, consistenti in uno scavo di circa 3 300 metri di lunghezza e 40 metri di larghezza e in 26 pozzi di prova profondi circa 10 metri ciascuno, si sono mantenuti fino al XIX secolo, ma sono andati persi a seguito della costruzione del canale, che ha seguito lo stesso percorso tracciato da Nerone. Attualmente è visibile un'edicola votiva raffigurante Ercole, o forse Nerone nei panni di Ercole, che si riposa dopo le dodici fatiche.

### Altri tentativi
Nel 1687 i veneziani tentarono di completare il progetto, concentrando i lavori di scavo dal lato di Corinto. Tuttavia, le grandi difficoltà incontrate li indussero quasi immediatamente all'abbandono del progetto.

### Costruzione in epoca moderna
Con l'istituzione di uno Stato greco indipendente, iniziano i progetti per rendere la Grecia una nazione moderna, al passo con gli altri Paesi europei. Tali progetti si scontrarono con le difficoltà tecniche, la mancanza di fondi e l'instabilità politica che portò rapidamente il Paese nel caos e nell'anarchia.
Nel 1830, il primo Capo di Stato della Grecia indipendente, Giovanni Capodistria, decise di commissionare lo studio per il taglio dell'istmo all'ingegnere francese Virlet d'Aoust, che ritenne che per completare il progetto fossero necessari circa 40 milioni di franchi d'oro. Tale importo era troppo elevato per il nuovo Stato greco per cui il progetto fu temporaneamente accantonato.
Nel 1869 l'apertura del canale di Suez fa tuttavia ritornare in auge l'idea, magari con l'aiuto di capitali stranieri. Quello stesso anno viene pertanto varata una legge che consente la concessione a privati della costruzione e dell'esercizio del canale di Corinto: in cambio della realizzazione dell'opera viene garantito il suo sfruttamento commerciale per una durata di 99 anni. Nel 1870 si aggiudica la concessione una compagnia francese guidata da E. Piat e M. Chollet. Le difficoltà economiche associate alle problematiche tecniche costrinsero però a interrompere i lavori quando solo le due estremità del canale erano state scavate.

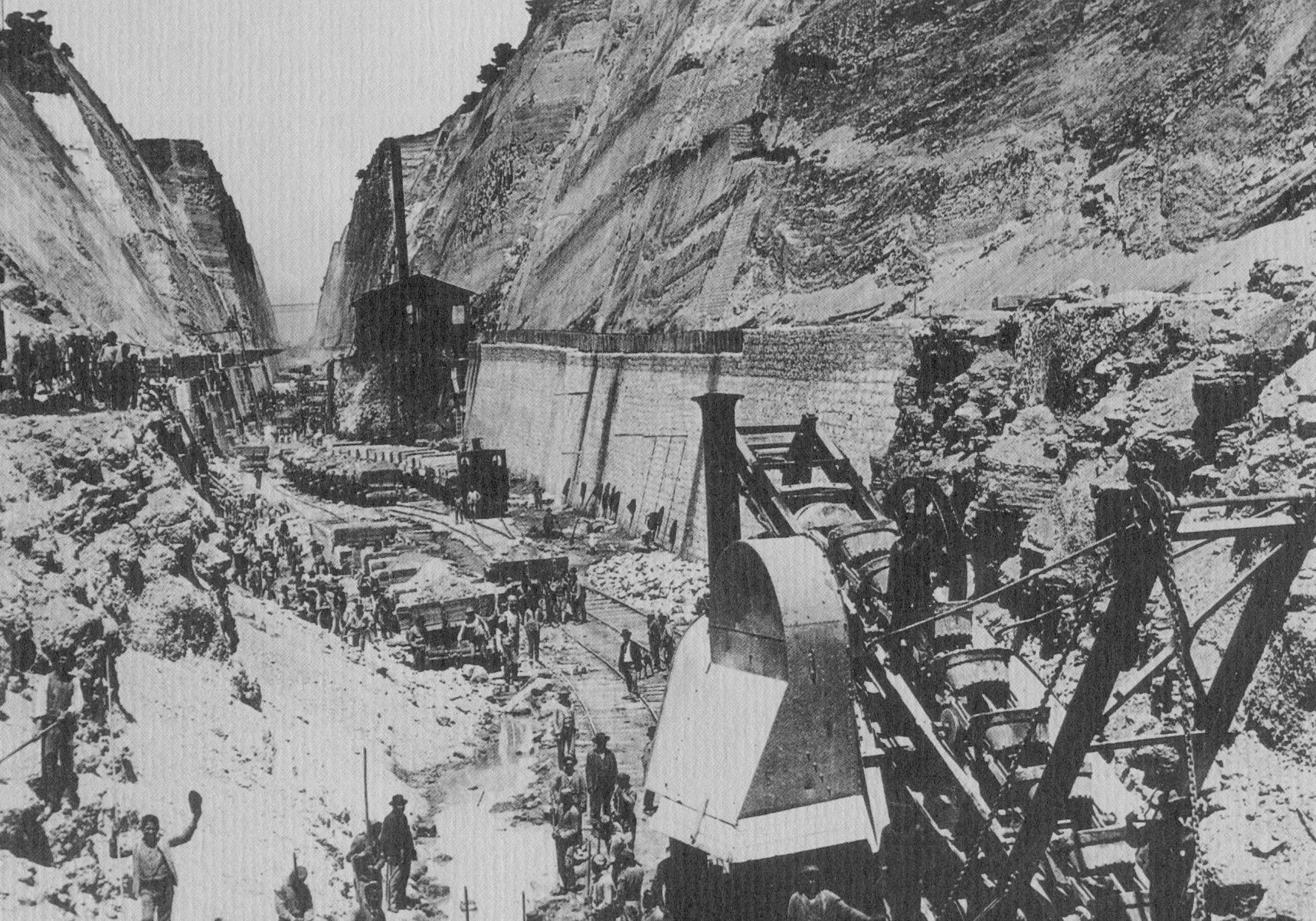
Lavori di costruzione del canale di Corinto (1890 circa)

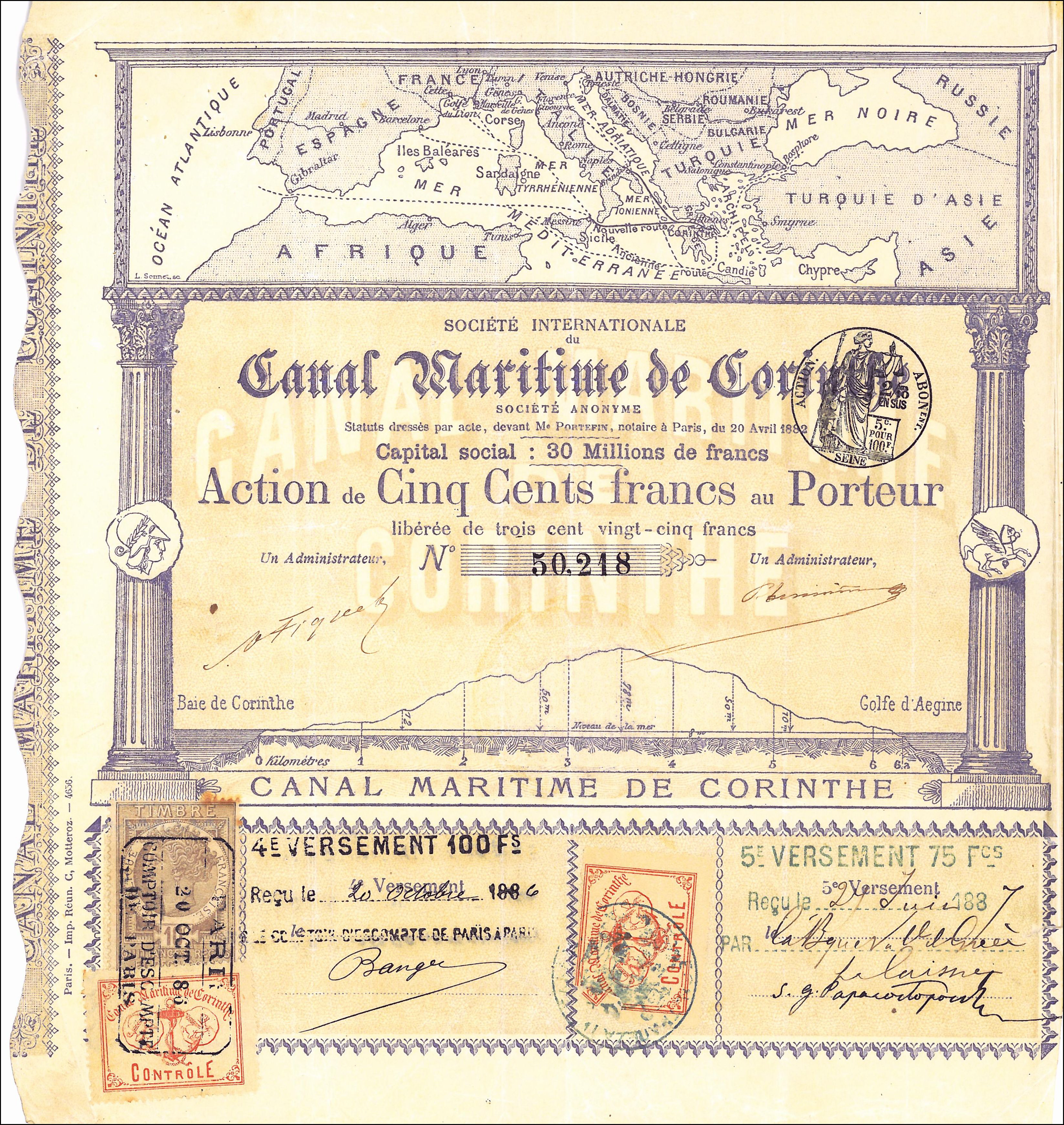
Prestito obbligazionario emesso dalla Società per la costruzione del canale di Corinto, 1882

Scaduta per inefficacia la prima concessione si aprono nuovamente le iniziative per riprendere la realizzazione dell'opera. Il generale italiano di origini ungheresi István Türr incontra nel 1880 il governatore della Banca nazionale di Grecia per studiare la possibilità di realizzare il canale con l'affidamento di una nuova concessione. Nel 1881 il governo affidò il progetto a Türr che viene affiancato dall'ingegnere ungherese Béla Gerster in qualità di ingegnere capo: entrambi avevano già partecipato agli studi preliminari per la realizzazione del canale di Panama. La gestione del progetto viene affidata a una società francese fondata nel 1882, la Corinth Sea Canal International Corporation, che affida al Comptoir d'escompte de Paris l'incarico di raccogliere i capitali necessari tramite l'emissione di 60 000 azioni da 500 franchi ciascuna. I lavori iniziarono il 23 aprile 1882. Nel cantiere viene utilizzata come esplosivo anche la dinamite, da poco inventata dallo svedese Alfred Nobel. Dopo otto anni di lavori, il cantiere viene nuovamente interrotto per mancanza di fondi che portò al fallimento di Türr.
Nel 1890 i lavori riprendono grazie all'intervento di una compagnia di costruzione greca guidata da Andreas Syngros (il principale contraente era Antonis Matsas). I lavori terminarono nel 1893.

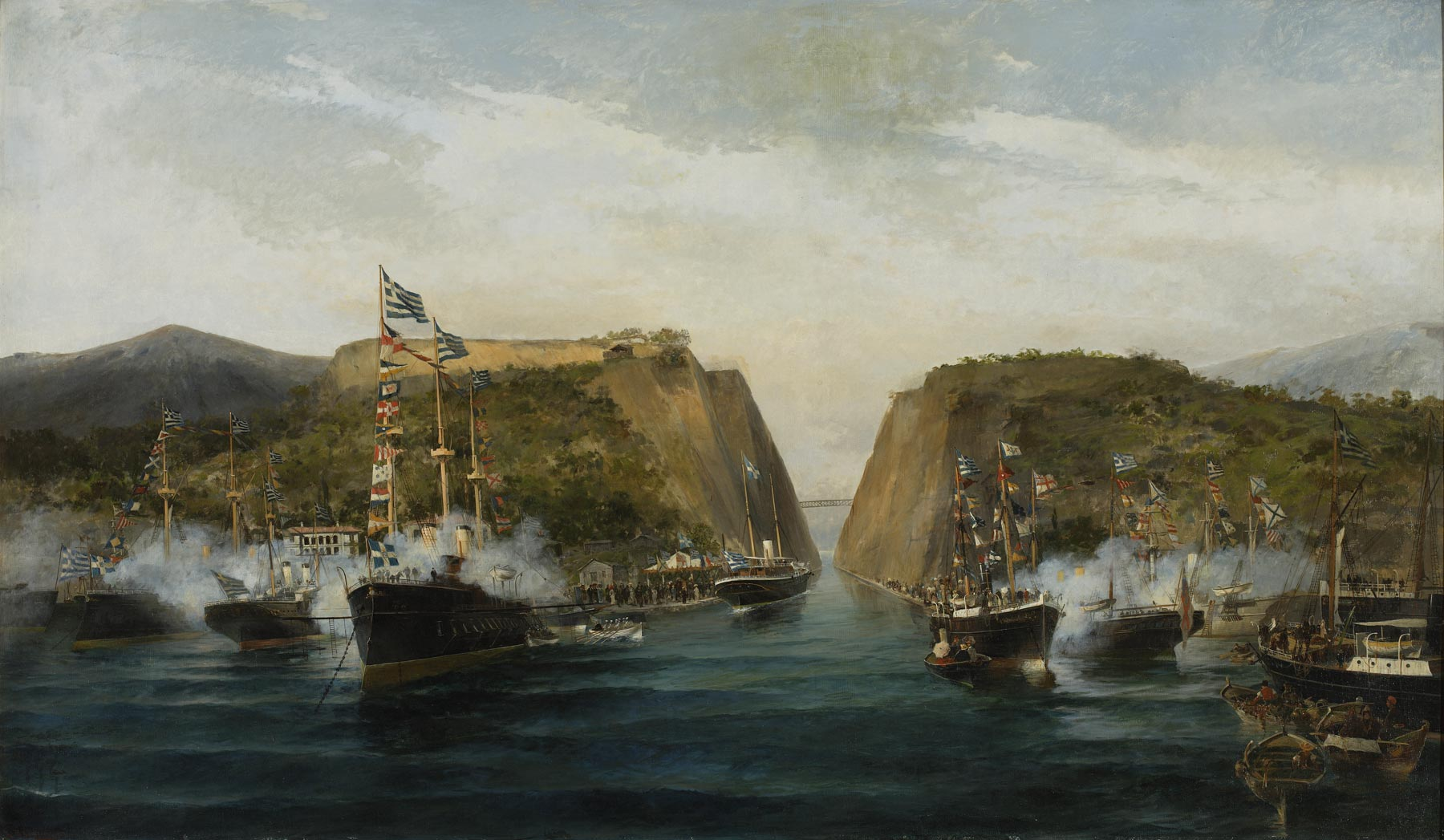
L'inaugurazione del canale di Corinto (1893) di Konstantinos Volanakis

Il 25 luglio 1893, alla presenza del re di Grecia Giorgio I, il canale fu inaugurato. Si trattava però di un'inaugurazione pro forma, visto che le pareti, alte fino a 90 metri, erano instabili in molti punti: le vibrazioni causate dal passaggio delle navi erano sufficienti a far crollare sassi, detriti, pezzi di roccia, pietrisco e ghiaia. Soltanto a novembre di quell'anno, dopo che lunghi tratti del canale vennero messi in sicurezza, si poté aprire il canale al traffico mercantile.

### Dopo la costruzione

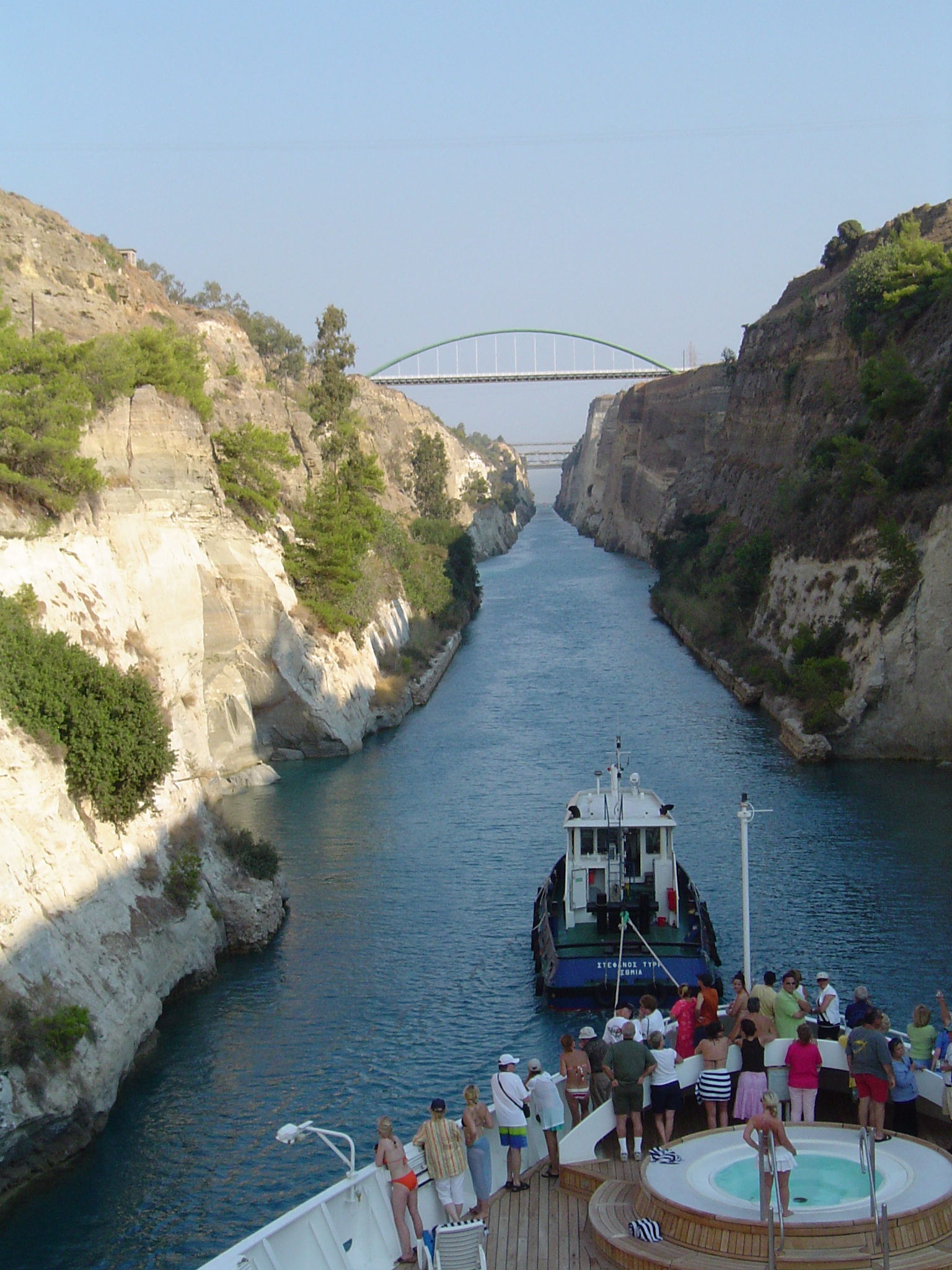
Nave in transito nel canale

Le pareti del canale particolarmente alte e ripide hanno da sempre costituito uno dei principali problemi del canale (la massima altezza è di 79 metri sul livello del mare), costruito oltretutto in zona sismica. I crolli di roccia sono ancora abbastanza frequenti e spesso il canale deve essere chiuso per lavori di dragaggio, come avvenuto anche nel 2006.
Nel 1944, la Wehrmacht ritirandosi dalla Grecia attuò la tattica della "terra bruciata", le pareti rocciose del canale e tutti i ponti che l'attraversavano furono minati e fatti saltare in aria. In aggiunta locomotive, vagoni ferroviari e altri detriti furono gettati nel canale e collocate delle mine. La ricostruzione iniziò con l'aiuto del Corpo genieri dell'Esercito degli Stati Uniti nel 1946 e fu completata nel novembre 1948, con la rimozione di diverse centinaia di migliaia di tonnellate di macerie.
Attualmente il traffico nel canale non è regolato da alcuna convenzione internazionale, pertanto, pur essendo aperto alla libera navigazione, ricade interamente sotto la sovranità greca. La società concessionaria del canale, AEDIK, cura la manutenzione e l'utilizzo del canale, percependo una tariffa di passaggio dalle imbarcazioni in transito.